# Клане в Сабра и Шатила
Масовото убийство в Сабра и Шатила е извършено от маронитски милиции в Бейрут, окупиран тогава от Израел, по време на гражданската война в Ливан, през септември 1982 г.
Извършени са в квартал Сабра и в намиращия се наблизо лагер Шатила за палестински бежанци. Загиват (според разни източници) от 762 до 3500 души – палестинци и ливански шиити. Повод става убийството на 14 септември същата година на Башир Джемайел – избрания и още невстъпил в длъжност президент на Ливан, християнин.
През цялото време Сабра и Шатила са външно заобиколени от израелски военни части и милициите действат с негласното одобрение на Израел. Доколко Израел е виновен е спорно, тъй като отрича да носи пряка отговорност за случилото се и в крайна сметка клането е дело на ливанци, а не на израелци. Израел обаче признава своята вина дотолкова, че не е предвидил и предотвратил клането.
Милиции нападат изтеглящите се израелци, които не са склонни да взимат още жертви и ускоряват отстъплението си; нападат американските войници от международните мироопазващи сили, въведени в Бейрут, най-вече да отбраняват евакуацията на Организацията за освобождение на Палестина и след това да поддържат мира и да подтикват израелците да напуснат Бейрут. Атака срещу американски военноморски казарми убива 200 моряци и силите на Съединените щати също се изтеглят.